# 性別隔離

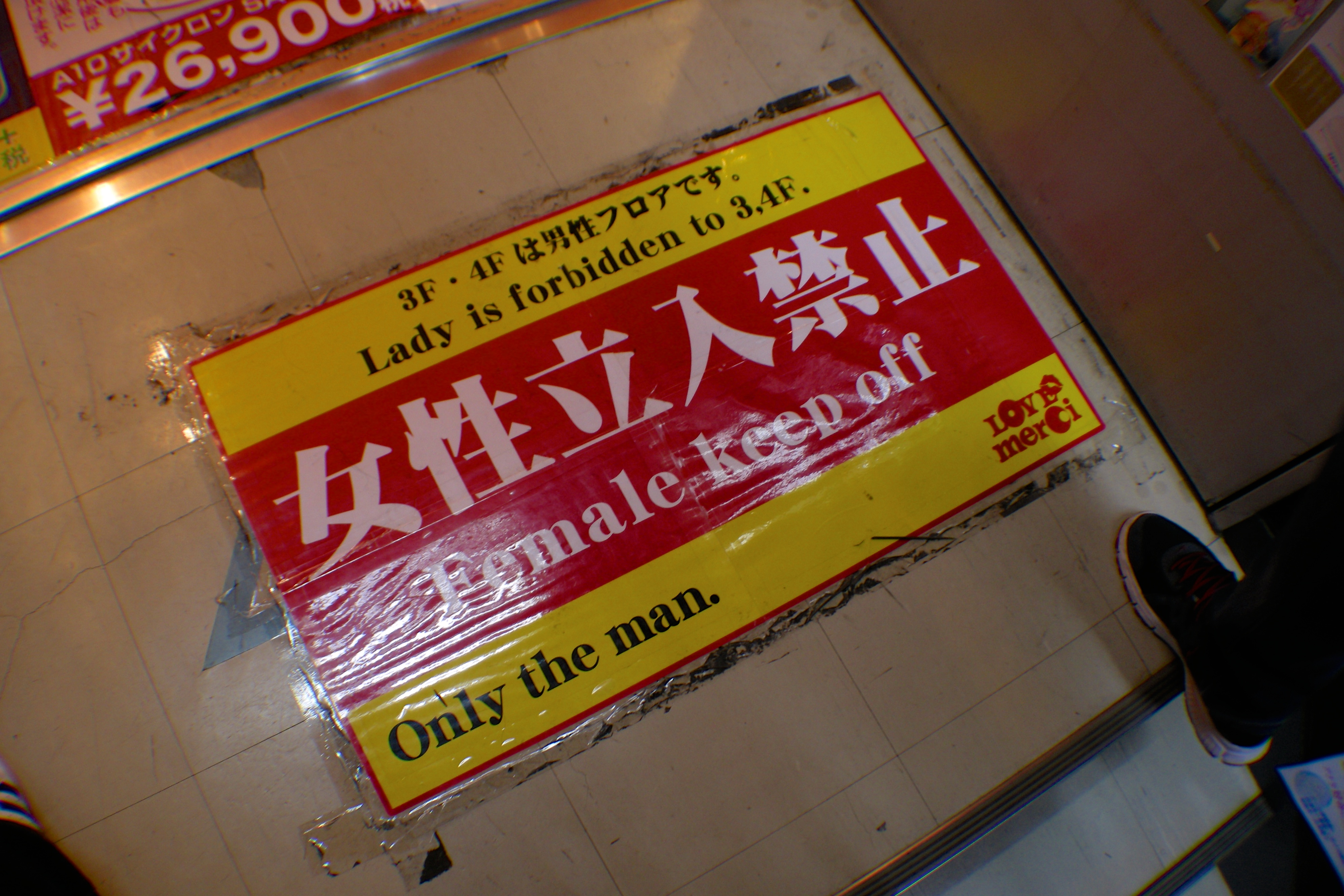
三楼四楼女性禁止进入的标志

性別隔離（Sex segregation）是指人們根據其生物性別進行的身體，法律或文化上的隔離。性別隔離可以簡單地指按性別進行的物理和空間隔離，而沒有任何非法歧視的含義。在其他情況下，性別隔離可能會引起爭議。視情況而定，可能會侵犯能力和人權，並可能造成經濟效率低下；另一方面，一些支持者認為，這對於某些宗教、社會和文化歷史與傳統至關重要。

## 相關術語
儘管Sex（生物性別）和Gender（社會性別）通常被認為是不同的概念，但術語gender segregation的使用方式與Sex segregation相似。術語「（社會）性別種族隔離」是通過透過繪圖等手段批評類似於一種語言的比喻其就像南非種族隔離的一種種族隔離制度。

## 代表例子
性別隔離可以發生在公共和私人環境中，並且可以通過多種方式進行分類。法律和性別研究學者提供了一種分類，將性別隔離分為強制性、行政性、寬容性或自願性。政府在公共環境中要求和執行強制性和行政性性別隔離，而允許性和自願性性別隔離是公共或私人機構選擇的立場，但在法律的能力範圍內。
較合理和較爭議的情形都有。
- 單性別教育
- 公共廁所、更衣室、公眾浴場、女性專用車廂和其他類似空間，藉以避免性侵害、性騷擾等問題。
- 性別隔離也可能受到關於男性和女性的宗教或文化觀念的推動。[3]